# Степп, Скотт
Скотт Степп (англ. Scott Stapp) — американский музыкант, наиболее известный как основатель и вокалист группы Creed. В 2002 году группа распалась и Скотт занялся сольной работой. В 2005 записал сольный проект The Great Divide. В апреле 2009 года Creed воссоединились и записали новый альбом «Full Circle».
За свою работу в Creed Степп неоднократно награждался, в том числе Грэмми за лучшую рок-песню «With Arms Wide Open».
Помимо своей карьеры музыканта, Степп также появился в фильме 30 Days Until I’m Famous, также работает над собственной книгой My Confession.

## Личная жизнь
Родился 8 августа 1973 года в Орландо, Флорида, при рождении был назван Энтони Скотт Флиппен. Его воспитывали мать Линда и отчим Стивен Стэпп, дантист, чью фамилию он взял.
Группы, которые повлияли на его музыкальную карьеру, включали Def Leppard и U2. Его первое выступление, в котором он когда-либо выступал, состоялось, когда ему было девять лет, и он исполнил «Yesterday» группы The Beatles в начальной школе.
Скотт — христианин. «Я чувствовал связь с Богом, когда писал слова, а затем, когда я пел песни, разучивая песни, я чувствовал Святой Дух» — подтвердил Степп в интервью 2013 года. Он написал мемуары, «Sinner's Creed», которые были выпущены в христианском издательстве Tyndale House 2 октября 2012 года.
Имеет корни коренных народностей Америки. Его голос - баритон.
В 1997 году Степп женился на Хиллари Бернс. Они были женаты шестнадцать месяцев и развелись в 1998 году. У них родился сын Джаггер. После развода пары Степп сохранил за собой полную опеку над сыном.
С 2006 года женат на Жаклин Стэпп. У них есть совместные дочь и сын. В ноябре 2014 года та подала на развод, вскоре после чего Скотт разместил в интернете видео, где рассказал, что он нищий и бездомный. Вскоре жена вернулась к Скотту, у которого диагностировали биполярное расстройство, вызванное злоупотреблением алкоголем и наркотиками.

## Дискография

### Creed
- 1997 My Own Prison
- 1999 Human Clay
- 2001 Weathered
- 2009 Full Circle

### Сольные альбомы
- 2005 The Great Divide
- 2013 Proof Of Life
- 2019 The Space Between the Shadows

### Art of Anarchy
- 2017 The Madness